# 點陣圖圖像編輯器
點陣圖圖像編輯器是一種電腦程式，讓使用者可以透過電腦螢幕進行繪圖或圖片編修的作業，並儲存為JPEG，PNG，GIF和TIFF等常見的點陣圖格式。矢量图形编辑器常被用來與點陣圖圖像編輯器做比較，兩者的功能也互相搭配、補足。

## 简介
最早的图像编辑软件在1980年代开发出来，用于个人计算机。Adobe公司的Photoshop是1988年开发，1990年发布，并逐渐成为最流行的图像编辑软件之一。并且“Photoshop”也成为图像编辑的代名词。GIMP是开源软件的图像编辑软件，也提供了与Photoshop类似的图像编辑工具。目前，图像编辑软件发展到了不同的平台，有桌面系统，在线编辑器（运行在网络浏览器中）和移动平台软件。

## 通用功能
图像编辑器，一般需要具备以下功能：
- 输入输出不同格式图像
- 画图工具：铅笔，画刷
- 调整图像尺寸
- 旋转
- 裁切
- 选择区域
- 复制与粘贴区域图像
- 色彩调整：饱和度，色调
- 亮度，对比度调整
- 消除噪声
- 打印